# Ledo (Assam)
Pour les articles homonymes, voir Ledo (homonymie).
Ledo est une petite ville du district de Tinsukia dans l'état d'Assam à l'est de l'Inde.
C'est la station de chemin de fer à voie large la plus à l'est de l'Inde, et c'est le point de départ de la route de Ledo qui la relie à la Chine en passant par la Birmanie.
La ville est située à 150 m d'altitude.